# شير أحمد خان
شير أحمد خان (بالأردوية: شیر احمد خان)‏ (و. 1902 – 1972 م) هو من باكستان، والراج البريطاني، توفي في راولبندي، عن عمر يناهز 70 عاماً.